# Trans-mast
Trans-masti je zajedničko ime za nezasićene masti sa transizomernim (E-izomernim) masnim kiselinama. Termin se odnosi na konfiguraciju dvostruke veze između ugljenika, te su trans-masti mononezasićene ili polinezasićene, ali nikad nisu zasićene. Trans-masti se javljaju u prirodi, ali isto tako nastaju pri obradi polinezasićenih masnih kiseline tokom proizvodnje hrane.
Konzumiranje trans-masti povećava rizik od koronarne srčane bolesti putem povišenja nivoa LDL holesterola i snižavanja nivoa „dobrog“ HDL holesterola. Već duže vreme se vodi debata o mogućoj diferencijaciji između trans-masti prirodnog porekla i trans-masti iz povrća. Dve kanadske studije su pokazale da prirodna trans-mast vakcenska kiselina, koja je prisutna u govedini i mlečnim proizvodima, možda može da ima suprotni zdravstveni efekat i da zapravo može bude korisna u poređenju sa hidrogenisam biljnim masnoćama, ili smešama svinjskog sala i masti soje, npr. ona snižava totalne, LDL holesterolne i trigliceridne nivoe. Zbog nedostatka priznate evidencije i naučne saglasnosti, nutricione vladine organizacije smatraju sve trans-masti jednako štetnim za zdravlje i preporučuju da se kozumiranje transmasti redukuje do najmanjih mogućih količina.

## Literatura
- Dijkstra Albert, Hamilton Richard J., Hamm Wolf, ур. (2008). Trans Fatty Acids. Blackwell. ISBN 978-1-4051-5691-2.
- Jang ES, Jung MY, Min DB (2005). „Hydrogenation for Low Trans and High Conjugated Fatty Acids” (PDF). Comprehensive Reviews in Food Science and Food Safety. 1. Архивирано из оригинала (PDF) 17. 12. 2008. г. Приступљено 26. 9. 2012.